# قطعنامه ۱۳۰۵ شورای امنیت
قطعنامه ۱۳۰۵ شورای امنیت سازمان ملل متحد که در تاریخ ۲۱ ژوئن ۲۰۰۰ تصویب شد، سندی بین‌المللی دربارهٔ بررسی وضعیت بوسنی و هرزگوین است. این قطعنامه طی نشست ۴۱۶۲ام با ۱۴ رای موافق، ۰ مخالف و ۱ ممتنع تصویب شد.